# Claire Guttenstein
Claire Marie Guttenstein, geb. Frick, dann Guttenstein, dann Gutt (* 19. September 1886 in Saint-Josse-ten-Noode; † April 1948 in Jette), war eine belgische Schwimmerin. Sie war die erste belgische Frau, die ihr Land bei Olympischen Spielen vertrat.

## Leben und Werdegang
Claire Frick lernte den Ökonomen und späteren Politiker Camille Guttenstein während seines Studiums an der Freien Universität Brüssel kennen. Die beiden heirateten 1906 und bekamen drei Söhne.
Vom 2. Oktober 1910 bis 29. September 1911 hielt Guttenstein mit einer Zeit von 1:26,6 min den Weltrekord über 100 Meter Freistil. Bei den Olympischen Spielen 1912 in Stockholm nahm Guttenstein am Wettbewerb über 100 Meter Freistil teil. Als älteste Athletin des Teilnehmerfeldes belegte sie im dritten Vorlauf den fünften Platz und schied aus.